# Jagny-sous-Bois
Jagny-sous-Bois – miejscowość i gmina we Francji, w regionie Île-de-France, w departamencie Dolina Oise.
Według danych na rok 1990 gminę zamieszkiwało 218 osób, a gęstość zaludnienia wynosiła 52 osób/km² (wśród 1287 gmin regionu Île-de-France Jagny-sous-Bois plasuje się na 981. miejscu pod względem liczby ludności, natomiast pod względem powierzchni na miejscu 740.).